# 에어버스 A310 MRTT
에어버스 A310 MRTT는 에어버스사의 A300의 기체길이를 단축한 A310을, 수송기 겸 공중급유기로 개조한 버전이며, 급유방식은 붐, 프로브/드로그 방식으로 동시에 3대의 기체에 급유 가능하다. 보잉사의 KC-135와 수송 적재능력이 비슷하다.

## A310에서 개조사항
- AAR 포트를 좌우 날개에 1개씩 탑재
- 꼬리에 붐 포트를 추가
- 연료탱크용량 증설(+28,000kg)로 연료탑재력 78,000kg 달성
- 야간 급유가능한 관제실 설치
- 주익, 동체 강화
- 조종석 계기판 일부 변경
- 동체 왼쪽 대형 화물/들것 출입문(독일 공군의 August Euler 기체에 적용)

## 운용 국가
- 독일 - 4대(공군)
- 캐나다 - 2대

## 제원
- 길이: 47.4m
- 날개폭: 43.9m
- 승무원: 3~4명
- 자중: 128.1t
- 승객수송: 214명
- 화물 적재량: 36t
- 자중: 113.9t
- 이륙최대중량: 163.9t
- 엔진: 제네럴 일렉트릭 CF6-80C2(추력 59,000파운드) 2기
- 순항속도: 마하 0.8(978km/h)
- 항속거리: 8,889km

## 같이 보기
- 공중 급유
- 에어버스 A310
- 에어버스 A330 MRTT